# William Buckler
William Buckler (* 13. September 1814 in Newport, Isle of Wight; † 9. Januar 1884 in Lumley bei Emsworth) war ein britischer Entomologe und Maler.

## Leben
Buckler studierte an der Royal Academy und stellte 1836 bis 1856 62 Bilder aus, meist Porträts in Wasserfarben. Ab 1848 wohnte er in Emsworth und befasste sich als Hobby mit Entomologie. Er schrieb Beiträge und fertigte Bilder für die Zeitschrift Entomologists Weekly Intelligencer und Entomologists Monthly Magazine. Bis 1873 stellte er rund 5000 Zeichnungen der Larven von Schmetterlingen (rund 850 Arten) in verschiedenen Stadien her. Er selbst sammelte nicht (sein Sehvermögen war nicht gut genug und er zeichnete mit Hilfe von Vergrößerungsgläsern), sondern erhielt die Exemplare von seinem Freund, dem Entomologen und Geistlichen John Hellins (1829–1887). In hohem Alter lernte er Deutsch, um mit deutschen Entomologen zu korrespondieren.
Seine Zeichnungen von Schmetterlingslarven erschienen in 9 Bänden in der Ray Society.

## Schriften
- The Larvae of the British Butterflies and Moths. 9 Bände. Ray Society, 1886 bis 1901 (Herausgeber Henry Tibbats Stainton, George Taylor Porritt)